# Prasonicella
Prasonicella Grasshoff, 1971 è un genere di ragni appartenente alla famiglia Araneidae.

## Distribuzione
Le due specie oggi note di questo genere sono endemismi: uno del Madagascar e uno dell'isola di Aldabra.

## Tassonomia
Per la determinazione delle caratteristiche della specie tipo sono stati considerati gli esemplari di Prasonicella cavipalpis Grasshoff, 1971.
Dal 2010 non sono stati esaminati esemplari di questo genere.
A marzo 2014, si compone di due specie:
- Prasonicella cavipalpis Grasshoff, 1971[2] - Madagascar
- Prasonicella marsa Roberts, 1983 - isola di Aldabra